# Ptilostemon greuteri
Il cardo di Greuter (Ptilostemon greuteri Raimondo & Domina, 2006) è una pianta appartenente alla famiglia delle Asteraceae, endemica della Sicilia.

## Etimologia
Il nome della specie è un omaggio al botanico svizzero Werner R. Greuter.

## Descrizione

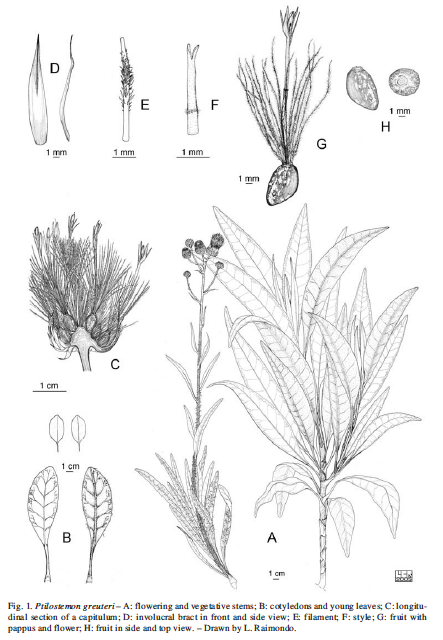

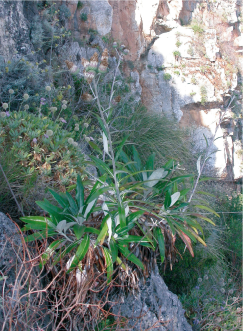
Pianta nel suo habitat

È una pianta perenne suffruticosa la cui forma biologica è camefita fruticosa (Ch frut), sono piante perenni e legnose (hanno un aspetto arbustivo), con gemme svernanti poste ad un'altezza dal suolo. Può essere considerata anche Fanerofita cespugliosa. Il fusto e irregolarmente ramosa, alto 0,5-1,5 m con rami tomentosi. Si differenzia dalle altre specie del genere Ptilostemon per l'assenza di spine, l'aspetto arbustivo e la larghezza delle foglie
Le foglie sono picciolate (quelle basali) e sessili (quelle cauline); lungo il fusto sono decorrenti e disposte in modo alterno. La forma della lamina è intera (strettamente lanceolata) con bordi revoluti; i margini sono privi di spine. La pagina inferiore è bianco-fioccoso; quella superiore è verde. Dimensioni delle foglie inferiori: larghezza 2 – 4 cm; lunghezza 10 – 20 cm; quelle superiori sono ridotte: lunghezza 5 – 9 cm.
Le infiorescenze (composte da 3 - 9 capolini) sono corimbose/racemose e lasse. Alla base del peduncolo sono presenti delle foglie che comunque non superano i capolini che sono discoidi e omogami (talvolta funzionalmente eterogami), sono formati da un involucro a forma campanulata composto da brattee (o squame) embricate e scalate su più serie all'interno delle quali un ricettacolo fa da base ai fiori. Le squame dell'involucro hanno delle forme da ovate a lanceolate e sono acuminate. Il ricettacolo, provvisto di pagliette a protezione della base dei fiori, può essere rivestito di pula (come il chicco del grano o del riso), oppure può essere setoloso, raramente è nudo (senza pagliette). Diametro dell'involucro: 1 – 2 cm.
I fiori in genere sono tubulosi (del tipo actinomorfi), e sono tetra-ciclici (ossia sono presenti 4 verticilli: calice – corolla – androceo – gineceo) e pentameri (ogni verticillo ha 5 elementi). I fiori sono inoltre ermafroditi e fertili. Quelli periferici sono funzionalmente maschili e sterili.
- Formula fiorale:

- /x K {\displaystyle \infty }, [C (5), A (5)], G 2 (infero), achenio

- Calice: i sepali del calice sono ridotti ad una coroncina di squame.
- Corolla: la corolla in genere è colorata di rosa ed è formata da un tubo terminante in 5 lobi. Lunghezza della corolla: 18 – 25 mm (il tubo è lungo 8 – 12 mm; il lembo è lungo 10 – 13 mm).
- Androceo: gli stami sono 5 con filamenti liberi, papillosi o raramente glabri e distinti, mentre le antere sono saldate in un manicotto (o tubo) circondante lo stilo.[12] Le antere in genere hanno una forma sagittata con base caudata. Il polline normalmente è tricolporato a forma sferica o schiacciata ai poli.
- Gineceo: lo stilo è filiforme con due stigmi divergenti. L'ovario è infero uniloculare formato da 2 carpelli. L'ovulo è unico e anatropo.
- Fioritura: da maggio a luglio; fruttifica entro l’estate.

Il frutto è un achenio con un pappo. Le forme dell'achenio possono essere obovoidi-fusiformi, compresse lateralmente (oppure no), con areole a inserzione diritta o laterale-abassiale; la superficie è liscia e glabra. Il pericarpo dell'achenio possiede delle sclerificazioni radiali spesso provviste di protuberanze. Il pappo è inserito su una piastra apicale all'interno di una anello di tessuto parenchimatico. Le setole del pappo sono disposte su una o più serie e sono decidue come un pezzo unico e si presentano barbate o piumate. In alcune specie il pappo è formato da squame scabre. Lunghezza dell'achenio: 3 – 4 mm. Lunghezza del pappo: 13 – 18 mm.

## Biologia
- Impollinazione: l'impollinazione avviene tramite insetti (impollinazione entomogama tramite farfalle diurne e notturne).
- Riproduzione: la fecondazione avviene fondamentalmente tramite l'impollinazione dei fiori (vedi sopra).
- Dispersione: i semi (gli acheni) cadendo a terra sono successivamente dispersi soprattutto da insetti tipo formiche (disseminazione mirmecoria). In questo tipo di piante avviene anche un altro tipo di dispersione: zoocoria. Infatti gli uncini delle brattee dell'involucro si agganciano ai peli degli animali di passaggio disperdendo così anche su lunghe distanze i semi della pianta.

## Distribuzione e habitat
- Geoelemento: il tipo corologico (area di origine) è Endemico (Sicilia).
- Distribuzione: P. greuteri è presente in due stazioni, distanti tra di loro 2 km, sul versante settentrionale del Monte Inici (Castellammare del Golfo, Trapani).[13]
- Habitat: la specie vive su pareti rocciose, brecce e litosuoli calcarei, ombreggiati e mitigati dall'umidità del mare e nei pendii sottostanti, a quote comprese tra 250 a 500 m s.l.m..

### Fitosociologia
Diversi esemplari del cardo di Greuter penetrano anche nella prateria mediterranea ad Ampelodesmos mauritanicus e nella macchia mediterranea circostante.
Ptilostemon greuteri fa parte di comunità casmofitiche ove figurano altre entità endemiche e di interesse biogeografico come Anthemis cupaniana, Athamanta sicula, Brassica villosa subsp. bivoniana, Centaurea ucriae, Ceterach officinarum, Chamaerops humilis, Dianthus rupicola, Euphorbia bivonae, Erica multiflora, Euphorbia dendroides, Helichrysum rupestre, Notobasis syriaca, Teucrium flavum, Teucrium fruticans.

## Conservazione
La specie non compare negli allegati della Convenzione di Berna, né della Direttiva Comunitaria 92/43/CEE Habitat. La località ricade all’interno del SIC ITA010015 Complesso Monti di Castellammare Del Golfo. Ciò dovrebbe costituire una garanzia di conservazione anche nel medio-lungo termine, trattandosi di due popolazioni ad alto rischio di estinzione.

## Tassonomia
La famiglia di appartenenza di questa voce (Asteraceae o Compositae, nomen conservandum) probabilmente originaria del Sud America, è la più numerosa del mondo vegetale, comprende oltre 23.000 specie distribuite su 1.535 generi, oppure 22.750 specie e 1.530 generi secondo altre fonti (una delle checklist più aggiornata elenca fino a 1.679 generi). La famiglia attualmente (2021) è divisa in 16 sottofamiglie. Il genere di questa pianta è descritto all'interno della sottofamiglia Carduoideae, mentre Cardueae è una delle 4 tribù della sottofamiglia. La tribù Cardueae a sua volta è suddivisa in 12 sottotribù (la sottotribù Carduinae è una di queste).
Il genere Ptilostemon elenca 15 specie con una distribuzione mediterranea occidentale, 6 delle quali sono presenti spontaneamente sul territorio italiano.

### Filogenesi
Attualmente il genere di questa voce è inserito nel gruppo tassonomico della sottotribù Carduinae. In precedenza provvisoriamente era inserito nel gruppo tassonomico informale "Cynara Group". La posizione filogenetica di questo genere nell'ambito della sottotribù, è abbastanza centrale tra i generi Cynara e Cirsium.
Il numero cromosomico della specie di questa voce è: 2n = 24 o 32.
I caratteri distintivi di questa specie nell'ambito del genere sono:
- il portamento delle piante è suffruticoso;
- i margini fogliari sono privi di spine.

Questi caratteri sono condivisi con la seguente specie (sono indicati alcuni caratteri distintivi della specie):
- Ptilostemon gnaphaloides Soják - Cardo lineare: la forma delle foglie è lineare; le infiorescenze sono di tipo racemoso.